# 광주광역시의 사찰 목록
광주광역시의 사찰 목록은 문화관광부의 2005년 5월 자 자료를 기본으로 하여 빠진 내용을 추가한 것들이다.
- 미륵사 - 광주광역시 북구 소재 사찰 / 광주 동구 동산길7번길 5-11
- 신광사 - 광주광역시 북구 두암동 193 (조계종) / 광주 북구 삼정로66번길 42-10
- 약사사 - 광주광역시 동구 운림동 11 (조계종) / 광주 동구 증심사길160번길 89
- 원각사 - 광주광역시 동구 금남로 4가 51 (조계종) / 광주 동구 중앙로 197
- 원효사 - 광주광역시 북구 금곡동 846 (조계종) / 광주 북구 무등로 1514-35
- 증심사 - 광주광역시 동구 운림동 56 (조계종) / 광주 동구 증심사길 177

## 같이 보기
- 한국의 사찰 목록